# Leyesaurus
Leyesaurus („ještěr z (města Balde de) Leyes“) byl rod bazálního sauropodomorfního dinosaura z čeledi Massospondylidae. Fosílie tohoto menšího dinosaura, žijícího v období spodní jury, byly objeveny na území provincie San Juan v Argentině.

## Popis
Holotyp nese označení PVSJ 706 a sestává z téměř kompletní kostry a několika postkraniálních fragmentů (páteř, pletence, část zadní končetiny). Lebka je dlouhá 18 cm a délka celého zvířete činila zhruba 3 metry. Hmotnost zřejmě dosahovala 70 kilogramů. Podle jiného odhadu byl dlouhý asi 2,1 metru. Zkameněliny byly objeveny v souvrství Quebrada del Barro. Nejbližším příbuzným leyesaura byl zřejmě rod Adeopapposaurus.